# TWA Flight Center
TWA Flight Center (eller Trans World Flight Center) är en tidigare flygplatsterminal på John F. Kennedyflygplatsen i New York i USA. Terminalbyggnaden ritades av den finländsk-amerikanske arkitekten Eero Saarinen för flygbolaget Trans World Airlines och blev klar 1962. Byggnaden är också känd som Terminal 5 (T5). TWA Flight Center stängdes 2001 som flygterminal och öppnades åter 2019 som del av nybyggt TWA Hotel, med 512 rum i en ny tillbyggnad.
TWA Flight Center anses ha en framstående plats vid en internationell jämförelse av flygplatsbyggnader, som uppmärksammats särskilt för sin arkitektur. Den är uppförd i de amerikanska registren National Historic Landmark och National Register of Historic Places, som innehåller nationellt betydelsefulla och värdefulla, historiska objekt.
TWA Flight Center representerar amerikansk futuristisk Googie-arkitektur, som utvecklades på 1940-talet, och anses tillhöra de främsta exemplen av denna byggnadsstil. Formen på planritningen för terminalen vars area är 7,1 hektar, och också terminalens form i genomskärning påminner om en fågel på flykt.
TWA Flight Center stängdes ner 2001 efter Trans World Airlines konkurs, i samband med vilken bolaget köptes av American Airlines. Två flyglar revs 2006, och då kvarstod endast huvudterminalen. 2008 byggdes en terminal för lågprisflyget jetBlue Airways intill Terminal 5.
Efter den nya terminalens färdigställande användes Eero Saarinens gamla huvudterminal endast i samband jubileer, ceremonier och utställningar av olika slag samt specialarrangemang som till exempel Open House New York, i vars program terminalen ingått flera gånger. I september 2013 tillkännagavs en plan att bygga ett nytt flygplatshotell, med Terminal 5 som en integrerad del. Restaureringen av terminalen till dess forna utseende påbörjade 2017. T5 fungerar som det nya hotellets lobby. Eero Saarinens futuristiska byggnad har använts som scen bland annat i filmen Catch Me If You Can från 2002, i regi av Steven Spielberg.

## Bildgalleri

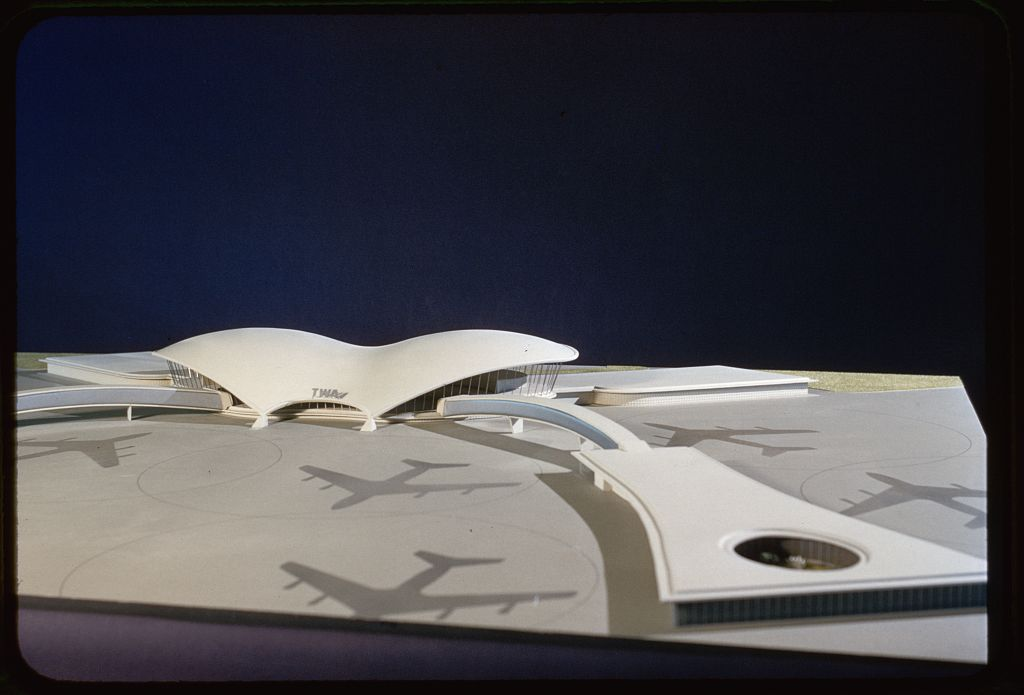
En tidig modell med huvudbyggnad och passagerarterminaler
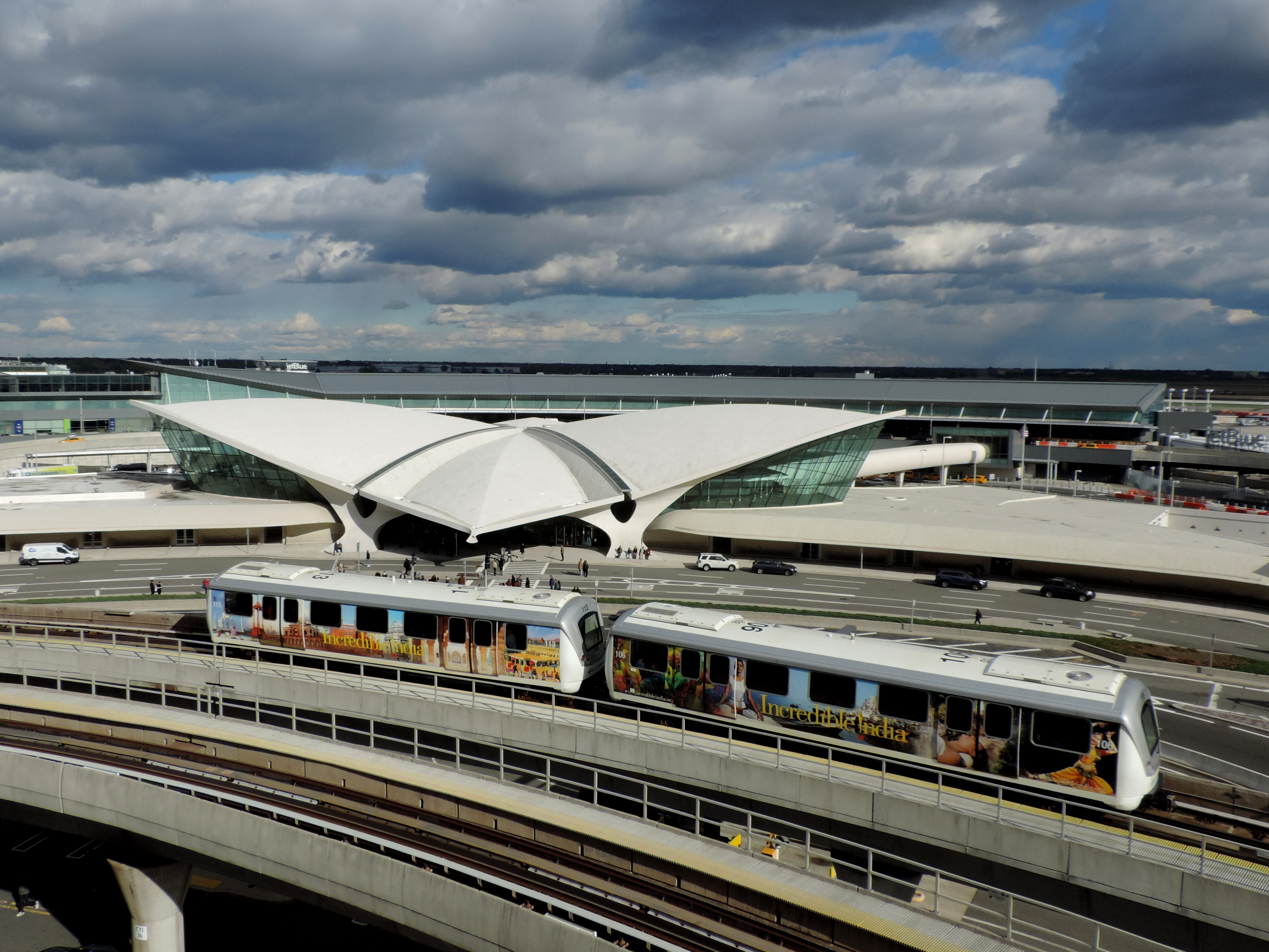
Flygplatståg vid TWA Flight Center, 2015
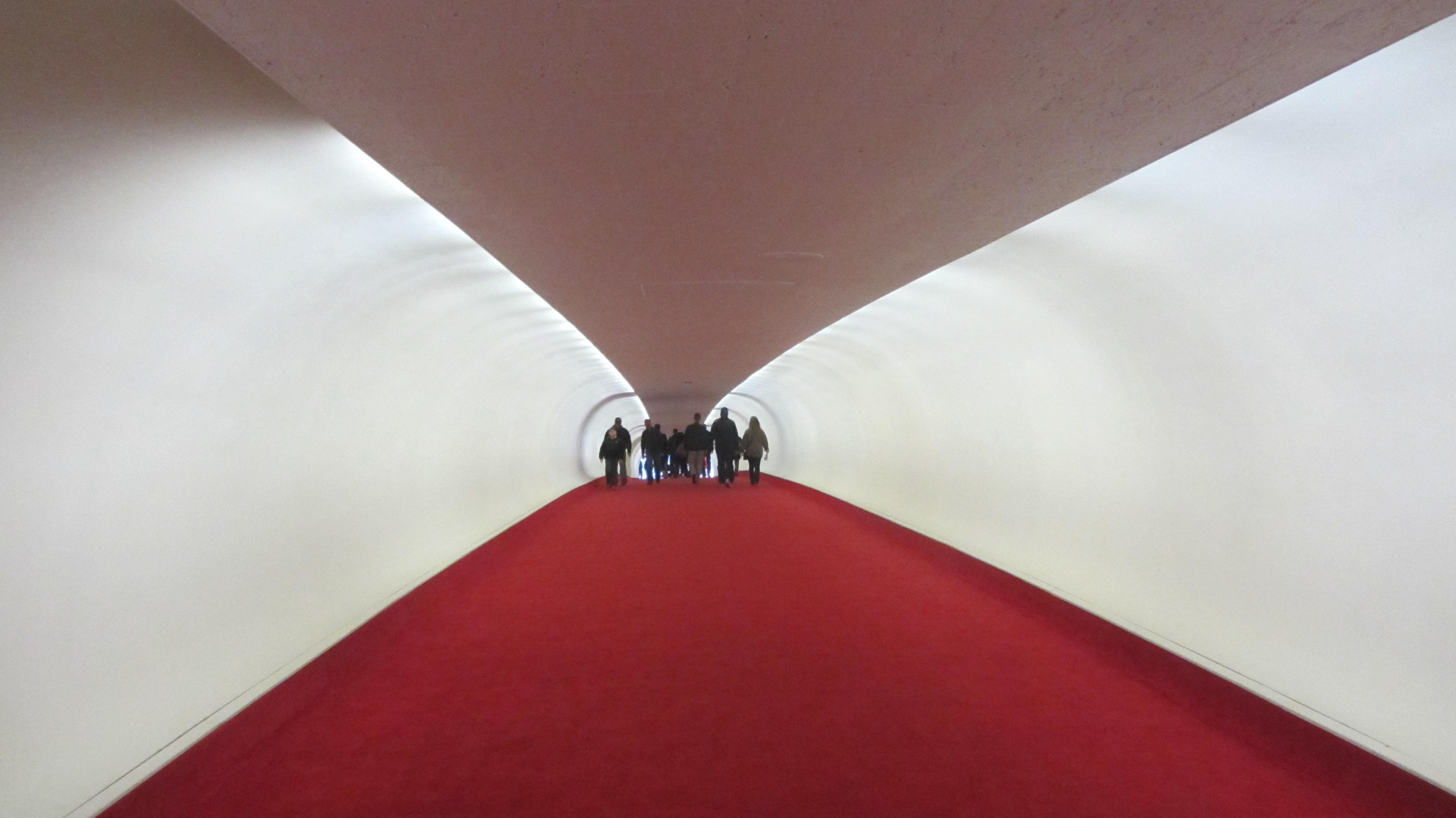
Gångtunnel mot ankomsthall och bagagehämtning, 2015
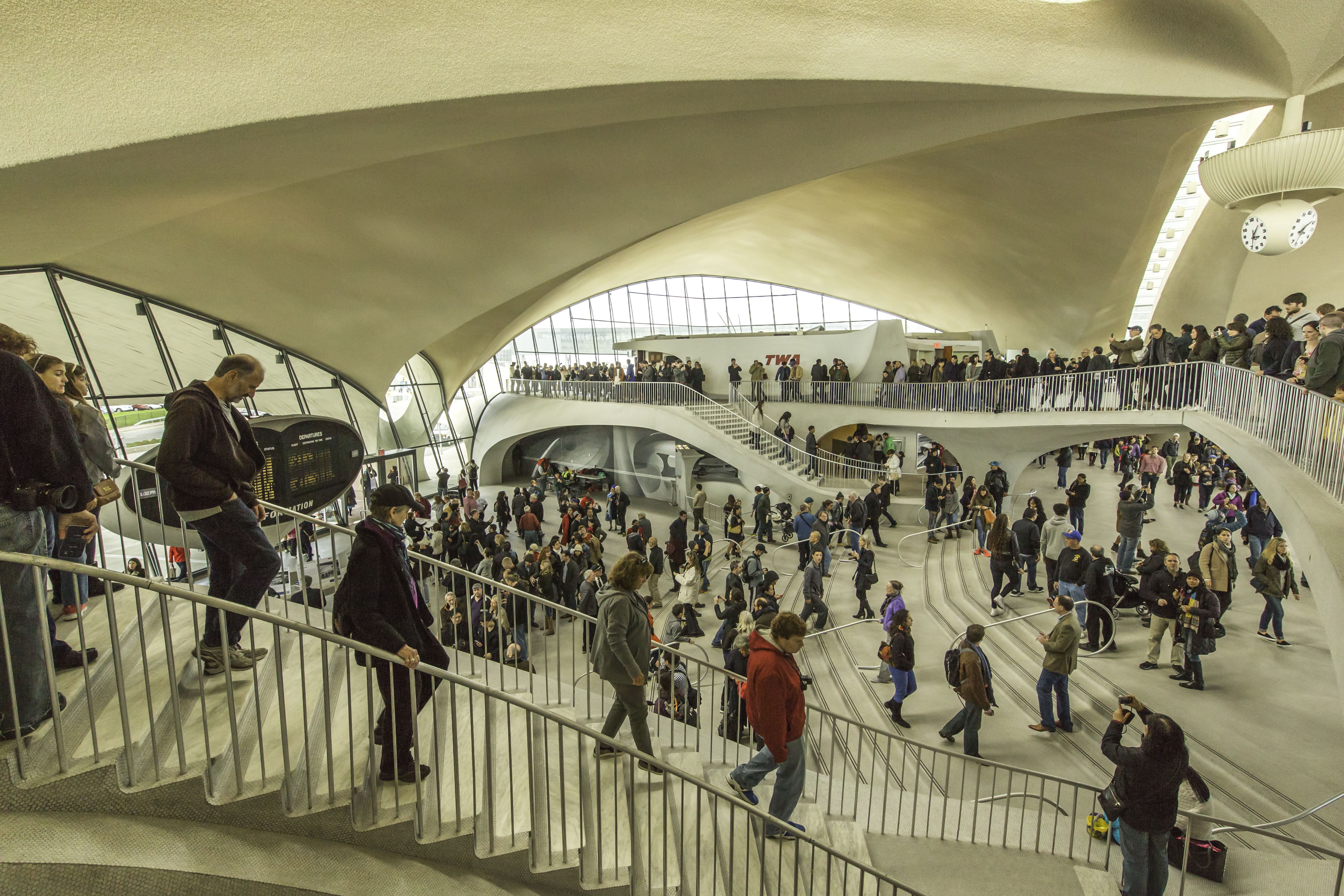
WA Flight Center, interiör, 2015
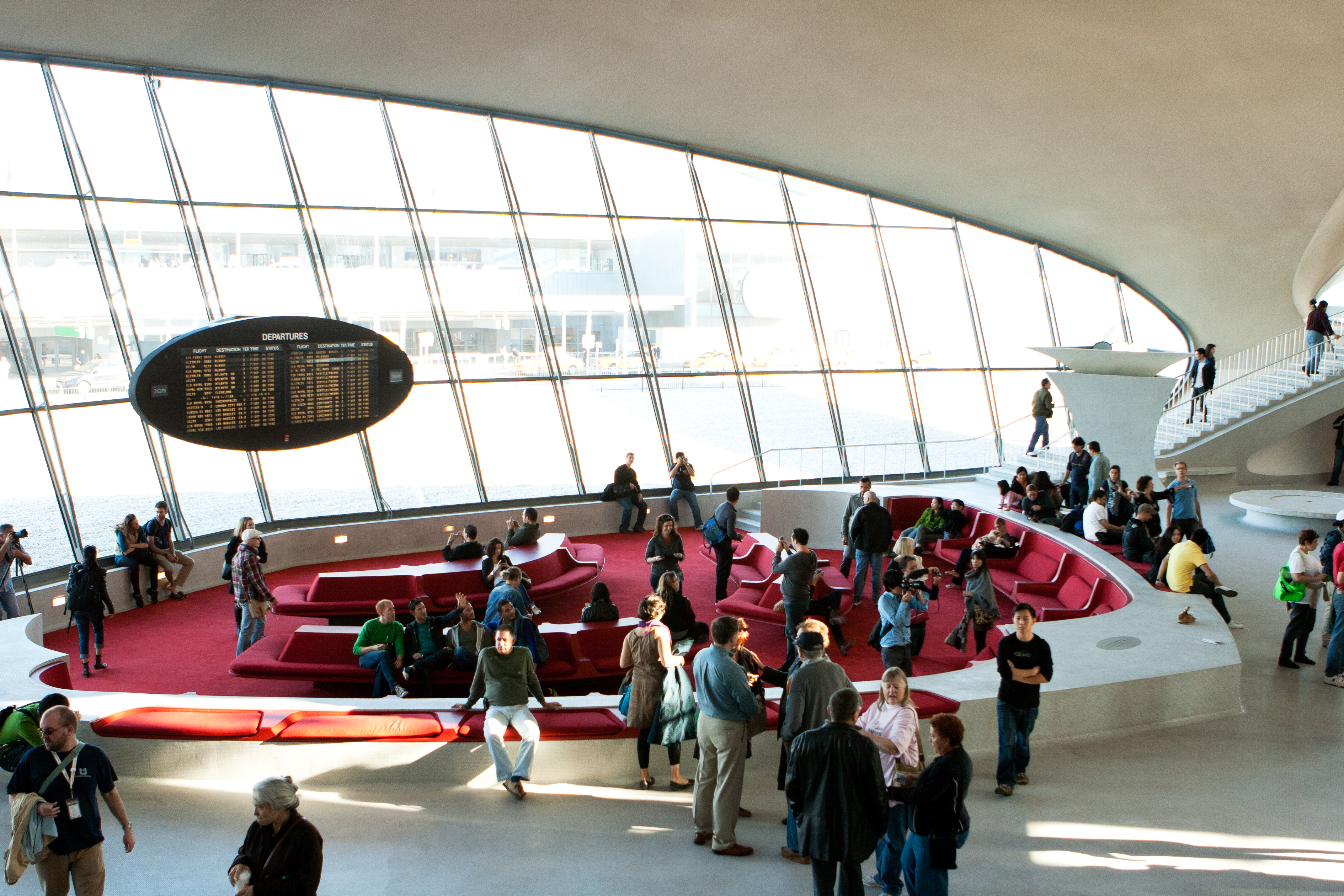
TWA Flight Center, interiör, 2011
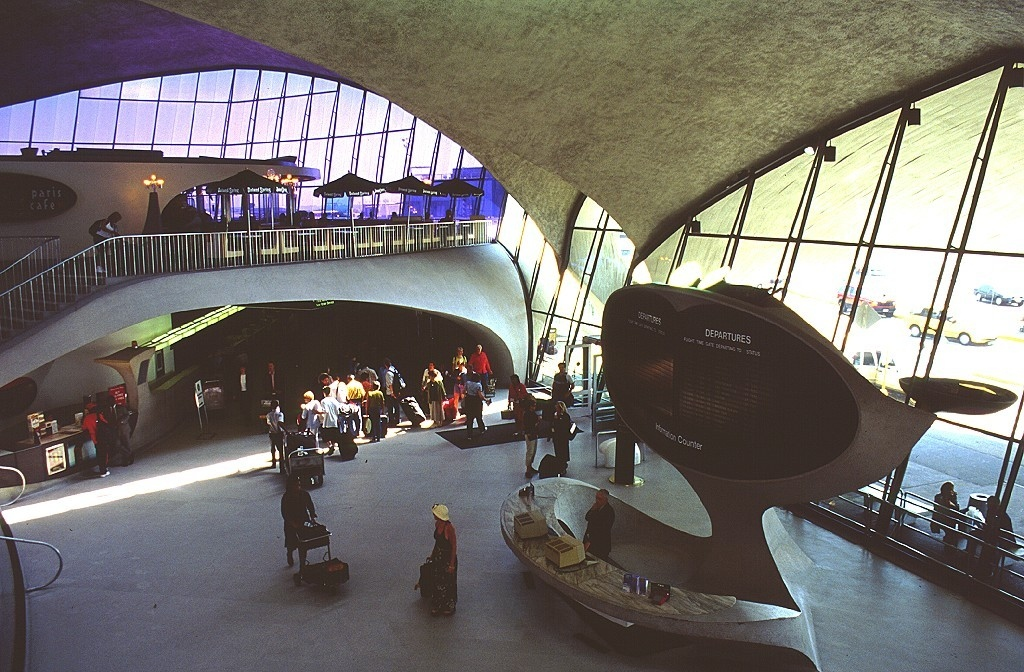
TWA Flight Center, interiör, 2011
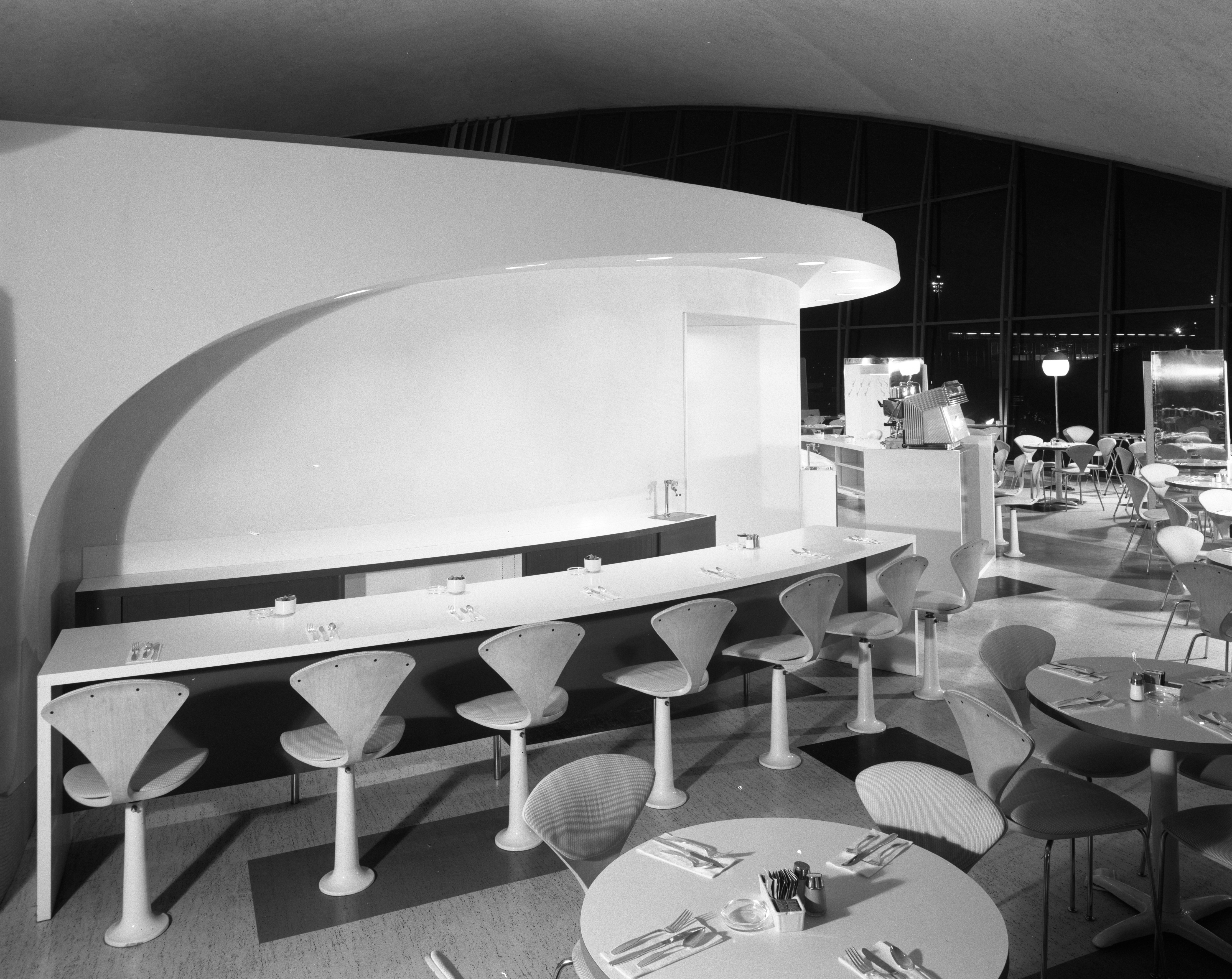
Kaféinredning ritad av Raymond Loewy, 1962
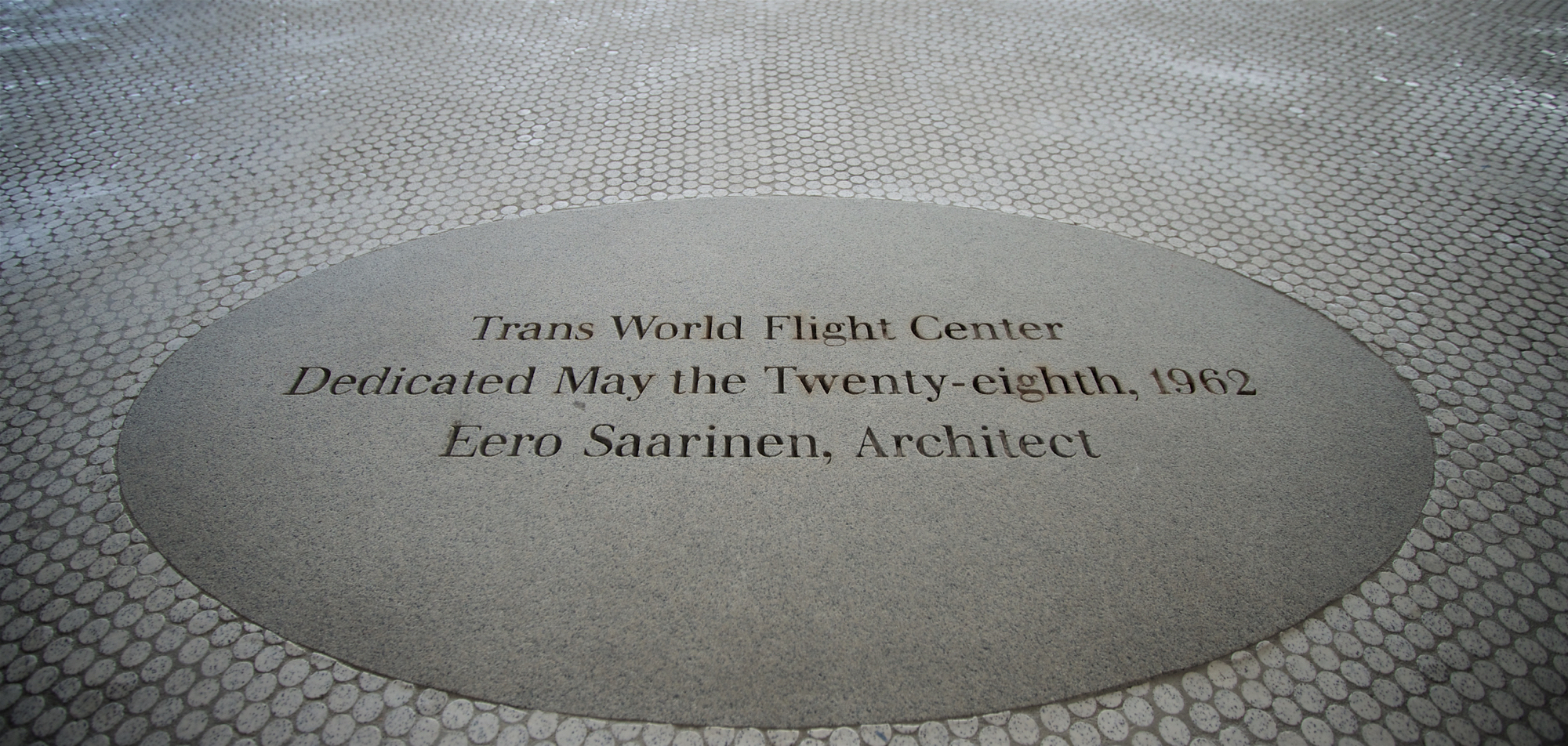
Tillägnad Trans World Flight Center den 28 maj 1962 – Arkitekt Eero Saarinen